# Jacob Riise
Jacob Riise (født 12. september 1791 i København, død 24. februar 1872 sammesteds) var en dansk lærer, forfatter, oversætter, boghandler, bladudgiver og kammersekretær, bror til Johan Christian Riise.
Riise var ældste søn af bogholder, senere købmand og vekselmægler, Christian Fischer Riise og Caroline Wilhelmine, f. Foltmar. Han var barnebarn af organist Johan Foltmar og tilhørte således en kendt og kultiveret københavnerfamilie. Som ung blev han undervist af  N.F.S. Grundtvigs gode ven, cand.theol. Hans Hatting Laurberg, og blev student i 1809. Fra 1811-21 var han lærer i geografi og historie på Borgerdydskolen og var samtidig  fra 1819-20 amanuensis på Universitetsbiblioteket. I 1824 til Det Kongelige Bibliotek som kopist og var fra 1829-31 også amanuensis der. Han grundlagde i 1829 en antikvarisk boghandel med tilhørende bibliotek og udnævntes i 1831 til kammersekretær.
Riise skrev og oversatte flere lærebøger inden for sine fag, geografi og historie. I 1820 udkom hans Haandbog i Geographien med indledning af Christian Molbech, og siden fulgte  en oversættelse af Karl Friedrich Beckers meget udbredte verdenshistorie i tolv bind. Han var idémæssig ophavsmand til sin bror Johan Christian Riises populære
Archiv for Historie og Geographie, der udkom fra 1820-38, og Historisk-geographisk Archiv, der var en fortsættelse af det første. Riise oversatte adskillige tekster og overtog i 1850 den redaktionelle ledelse af organet, der lukkede i 1864. Derudover var han oversætter af skønlitteratur på engelsk, tysk og fransk og redigerede og udgav i årene 1825-31 tidsskriftet Nyt Bibliotek for Morskabslæsning. Det blev gennem tiden til oversættelser af bl.a. James Fenimore Cooper og Alexandre Dumas. Desuden leverede han biografier, bl.a. af Johannes Ewald, til Galleri af berømte og mærkelige danske Mænd og Qvinder i 1850. Han efterlod en betydelig bogsamling ved sin død. 
Riise giftede sig i 1823 med Jensine Emilie f. Hansen, datter af urtekræmmer Peter Frederik Hansen. Parret fik tre sønner; malermester August Riise, kontorchef Carl Riise og  premierløjtnant Martin Riise.